# 引田天功 (2代目)
引田 天功（ひきた てんこう）は、日本のイリュージョニスト。別名：プリンセス・テンコー（PRINCESS TENKO）。日本奇術協会国際交流委員長。
初代引田天功の死後、1980年12月15日に2代目を襲名。その後、日本を経てラスベガス在住。近年はイタリアに居住。
「UFCに出場するため地球に降り立った」と米国のプロフィールでは紹介されている。公式プロフィールでは、1995年より全てのパーソナル・データが不詳または未公開になっている。アメリカでテンコー人形が800万体売れるなど、海外で人気の高い日本人の一人と言われている。

## 人物
幼児のころからモデルなどをしていた。子供の頃は「18歳まで生きられないかもしれない」難病を宣告され、アメリカの子供病院で治療し奇跡的に完治。帰国する際に「何でも好きな事をやっていいよ」と母親から言われ、「舞台女優になりたい」と話したところ、引田天功事務所の社長だった母の従兄弟のもとに連れられ、1976年には初代引田天功に師事する。
「女性の方がインパクトがある」と1977年に心筋梗塞で倒れた初代の代役として「空中ケーブルからの大脱出」（日本テレビ）を行った後、1978年6月21日にマジックを披露しながら歌う異色のアイドル歌手として「朝風まり（あさかぜ まり）」の芸名でCBS・ソニーからデビュー。デビュー・シングル『ザ・マジック』、2ndシングル『くせになるから』を発売する。後年、純粋にアイドル歌手としてデビューしたかったためマジックしながら歌うのはちょっと嫌だったと発言している。
両耳の鼓膜を破ったが、初代に劣らず完璧に代役を務めあげた功績により、後援会の要望で1980年12月15日に2代目を襲名（襲名披露場所はホテルニューオータニ）。先代の遺志を受け継ぎ、大がかりな脱出イリュージョンを展開するようになる。その後は国外活動の比重を置いて世界各地で公演を展開し「プリンセス・テンコー」の愛称で知られようになる。
先代の教えである「体を張った本物のイリュージョン」を守っており、両手両足を拘束されてガラスケースの中に入った天功は、爆発する船から脱出するイリュージョンを披露。前代未聞の企画だったためか、予定より早く船が爆発したために脱出済みであった天功は、大量の煙を吸い込んで一酸化炭素中毒となって気絶する。全身の血液を交換したその翌週の公演にも休むことなく出演する。他にも鼓膜を貼り替える手術を5回受けたり、機械のミスでナイフが刺さり肋骨を折る怪我を負ったりする。本人は「全身の血液を交換する前までは人の言うことを素直に聞く良い子だったが、交換後は人の言うことを聞かなくなり、ものすごくアクティブになった」ため、「血液の持ち主がすごく強い人だったのかもしれない」と語っている。
朝風まり時代からの後援会長は佐川急便創業者であり会長の佐川清。佐川は天功の父親の同級生で、後援会員には田中角栄もいた。
アメリカでの契約条項では「引田天功」と「プリンセス・テンコー」は別のキャラクターとして設定されており、演じるマジックやイリュージョンも全く別々のものである。引田天功は日本人だが、プリンセス・テンコーはアメリカ出身のアメリカ人という設定が与えられているためである。引田天功は喋らない設定であるため、テレビ番組にはプリンセス・テンコーとして出演する場合が多い。後者は「プリンセス天功」と表記されることもある。
アメリカとの契約上は細かい設定があり、「設定は24歳」「日本人と結婚してはいけない」「髪は黒髪」「太っても痩せてもいけない」「ミステリアスな話し方をしなくてはならない」「前髪の長さの規定」「スーパーやコンビニで買い物をしてはいけない」「四方にガードマンを配置する」「電車に乗ってはいけない」など、契約書の長さは1メートルにも及ぶ。一度、天功が金髪に染めた際にすぐに電話がかかり国際裁判にかけられたが、とっさに「あれはカツラです」と嘘をついたため難を逃れた。 
また、契約は「宇宙も含む」とされており、「もし火星人が来た時にも公演してもらう」と言われ、天功が「宇宙人なんて本当にいるんですか？」と聞いたところ、「内緒だけど、いる」と言われた。本人は「アメリカの契約は、本気なのかジョークなのか分からない部分がある」と語った。
自宅には大量のペットを飼っている。有名なペットでホワイトタイガーを飼っている。赤ちゃんの頃から飼いしっかり躾もしているため、本人曰く「猫ちゃんと同じ」であり大人しいが、訪問客は必ず驚くという。ほとんどのペットは貰ったものであり、北朝鮮で公演した際にも犬を貰っており、宇宙飛行の訓練でロシアを訪問しているため、ウラジーミル・プーチンからも犬を貰っている。
本人曰く「時給制」であり、時給は5000万円。海外、特にテレビ出演よりも舞台公演の方が需要が高いアメリカ合衆国ではこの制度は比較的普通な事であるが、その代わりにセットや人件費は、全て自己負担である。
北朝鮮で公演した際に、水からの脱出イリュージョンにて、金正日が「肌が荒れてはいけない」という理由から、2トンものÉvianを使用してくれた。本人は「優しいんだか優しくないんだか、わからない」と思ったという。
アイドル歌手としては、サザンオールスターズが同期。当時人気があったビューティペアの前座を務めていた。アイドル歌手時代は「先輩がみんな優しくて、周りのアイドルとも仲が良くて楽しい事ばかりだった」と懐旧したが、「マジシャンになってから嫌な事ばっかり」と愚痴をこぼした。
幼少期のほとんどを、アメリカの子供病院で過ごしたため、英語はネイティヴに話せる。しかし、契約上言葉を話す事はしない。日本では舞台では一言も話さないが、他ではごく普通に会話したり、ジョークも飛ばす。笑い上戸であるため、公演の際にはかなり気をつけているという。

## ディスコグラフィー

### 朝風まり時代
| タイトル（A面） | タイトル（B面） | レコード会社 | レコード番号 | 発売日        |
| --------------- | --------------- | ------------ | ------------ | ------------- |
| ザ・マジック    | 恋はマジシャン  | CBS・ソニー  | 06SH-349     | 1978年6月21日 |
| くせになるから  | 海に来た女      | CBS・ソニー  | 06SH-534     | 1979年6月21日 |

### CD
- アイドル・ミラクルバイブルシリーズ　77～79 Girls　～園田ことり・西かおり・西村まゆ子・朝風まり・菅沢恵子（2013年9月6日）

### 配信シングル
- 『Majical Jungle』KinG00（キング）※引田天功、yucat、ペットのホワイトライオン「キング」による2人と1匹のユニット（2024年3月3日）

## 著書
- 『プリンセステンコー魔法の絵本』引田天功 鈴木出版  1998
- 『プリンセスTenkoの人生はミステリー 世界のイリュージョニスト』引田天功 文園社  2000
- 『ちょっとhappyになる小さな魔法』プリンセス天功 主婦と生活社 2007
- 『ビジネス最強の法則 プリンセス天功の夢とキャリアを必ず実現させる!』辰巳出版 2007

## その他
- 北朝鮮の金正日総書記は彼女の大ファンだと伝えられており、1998年4月には平壌に招聘されてマジックショーを披露し、総書記主催の盛大なパーティーで歓待された。「北朝鮮滞在中に原因不明の病気で倒れ入院、帰国の予定が遅れる羽目になり、帰国後も身辺に連続して奇怪な事件（愛車の盗難やレア物のミッキーマウスのぬいぐるみすり替え事件等）が起こった」とテレビ番組等で証言している。また、拉致被害が明らかにされた後のテレビ番組で、元北朝鮮の工作員に対し「（プリンセス天功さんは）拉致の対象になりますか？」とテレビ番組の企画で質問された際、元工作員は「彼女なら充分拉致のターゲットになる（≒それだけの価値がある）」と答えている。これらのこともあり、2011年に金正日が死去した際には葬儀に招待されたが、参列は見送った[6]。
- ハリウッド俳優ジャン＝クロード・ヴァン・ダムとの結婚の件について、ノーコメントを貫いていたが、2007年の『週刊文春』GW合併号で初めてコメントを出している。[要出典]
- 愛犬家、愛猫家として知られているが、日本に初めてジャック・ラッセル・テリアを輸入し、同品種の大ブームを作り上げている。また、米国で初めてキンカジューを飼い始めた。日本やラスベガスの自宅ではホワイトタイガー、ブラックタイガー、サーバルキャット、マウンテンライオン、トゥーキャン、キンカジュー、ロシアン・イズベニスチャ・ボロンカ、中国の宮廷犬を飼っていてTV番組でも紹介された。[要出典]
- 1997年7月。バラエティ番組『ぐるぐるナインティナイン』に出演。「テンコーVSコテンコー」と銘打ち、岡村隆史扮する謎のマジシャン「プリンスコテンコー」と三度に渡るマジック対決を演じた。[要出典]
- 宇宙旅行を計画中であり、訓練も行っている。[要出典]
- 2007年5月20日発表のtotoBIGで当たった事が、オフィシャルブログに掲載（5月21日）された。直後よりブログへのアクセスが殺到。一時アクセスがし難くなった。この日のタレントブログランキング（アメーバ）で1位になっている。[要出典]
- 2009年7月から放送の『プリンセス天功のマジカル沖縄ガイド』（旅チャンネル）に出演している。[要出典]
- マイケル・ジャクソンとも親交が深く、彼が亡くなった直後に、その衝撃の中、一晩で鉛筆画を描きあげている。この鉛筆画は「Julien's AUCTIONS Official Exhibition MJ46 JAPANTOUR 2010 Keep on Loving Produced by PRINCESS TENKO」で公開されている。[要出典]
- 「プリンセス天功JAPAN TOUR ’09～’10」において、かつてTVで、2代目・天功時代に挑戦した爆破大脱出マジックの「車を使って成功したもの」と「船を使って失敗してスタッフが救出した」時の映像を流していた。[要出典]
- 『プリンセステンコー 魔法の絵本 勇気の章（上巻）』（1998年11月発行）が2011年4月5日にiPad用のアプリケーション型電子書籍として配信された[7]。電子書籍の売り上げ金の一部は、東日本大震災被災者への義援金として寄付されている。[要出典]

## 来歴
- 1980年8月、『電子戦隊デンジマン』第31話にゲスト出演し、ベーダー一族に殺されたマジシャンの父、朝風天山の志を継いでマジシャンを目指す女性・朝風まり役（当時の芸名と同名の役）を演じた。
- 1981年3月、『ザ・ハングマン』第17話にゲスト出演。拳銃密売に加担したために、口を封じられた予備校生の姉のマジシャン・引田麗華役で出演。
- 1982年10月、『宇宙刑事ギャバン』第29話に本人役でゲスト出演。
- 1983年3月、『遠山の金さん 第1シリーズ』第46話におこう役でゲスト出演。
- 1987年9月、『超人機メタルダー』第24話に本人役でゲスト出演。
- 1988年7月、FISMハーグ（オランダ）大会のガラショー（特別ステージ）にゲスト出演。12月、一枚の写真に出演。
- 1990年、米国マジックアカデミー賞の大賞である「90マジシャン・オブ・イヤー」をビバリーウィルシャーホテルで受賞。また同年、米国でインターナショナル・ベストエスケープアーティスト大賞を受賞。
- 1995年、TVアニメ「テンコー&ザ・ガーディアンズ・オブ・ザ・マジック」放送
- 1996年、AWF（アフリカ野生動物保護基金）の日本事務局親善大使に就任。
- 1997年、この年の紅白歌合戦から2002年まで歌手美川憲一のイリュージョン演出を手掛けた。
- 2000年、2代目引田天功襲名20周年を記念し、フジテレビにより最後の脱出マジックが行なわれた。
- 2000年7月、福井県勝山市の恐竜エキスポふくい2000に出演。
- 2002年、ヴァンフォーレ甲府を経営危機から建て直すためにユニフォームスポンサー（背番号部分）になり話題を集め、チームもその後躍進を遂げ、2006年シーズンにはJ1に昇格した（スポンサー契約は2003年まで）。
- 2003年、『笑っていいとも!』の水曜放送分に2004年9月まで隔週レギュラーとして出演。このころより年間約300ステージをこなしている他、テレビのバラエティー番組やワイドショーへの出演が増える。
- 2004年より、サガン鳥栖を支援。
- 2005年11月発売　GQ USA版にて北朝鮮緊急インタビューが掲載。
- 2006年より米国プロ野球マイナーリーグAAAのチーム、ラスベガス・フィフティワンズを支援。
- 2007年4月1日よりオフィシャルブログを、アメブロにて開始。
- 2007年4月16日　イギリスBBCにて特別インタビュー番組（MCジョナサン・ロス）が放送された。
- 2007年7月22日　福井県鯖江市で公演中、機材トラブルに見舞われて怪我をした[注釈 2]。新聞報道では、「警察ではたいしたことはないといっている」だったが、事務所は「2ヶ月の重傷」と発表した。重傷を押して2日で退院し、次の名古屋公演に出演したことで話題となった。
- 2008年より、山梨クィーンビーズを支援。
- 2011年1月16日、『run for money 逃走中』に卑弥呼役で出演。
- 2011年12月15日 カンボジアのカジノホテル「ゴールデンパーム・カジノ＆ホテル」の共同オーナーに就任[8]。2012年1月22日オープン。
- 2013年10月1日、森企画事務所から吉本興業[注釈 3]へ所属事務所を移籍。

## テンコー&ザ・ガーディアンズ・オブ・ザ・マジック
1995年11月より米国で放送されたサバン・エンターテイメント（現・BVSエンターテイメント）製作のアニメ、全13話。世界を滅ぼさんとする悪の双子にテンコー率いるガーディアンズが挑む。 なお、ガーディアンズの先代リーダーは初代引田天功で精霊としてテンコーに助言を与えるシーンもある。
毎回テンコー本人が実写で登場し、イリュージョンを演じており、第1話放送前にはテンコーがシリーズの紹介をする特別編が放映されている。 本作の放送に併せてマテルよりバービーのシリーズとしては初の実在の人物をモチーフとするテンコー人形が発売、クリスマスには800万体が売り切れた。 米国での放送が同時期にありドールの販売競争を繰り広げたセーラームーンがライバルとして扱われることがある。
テンコーがイリュージョンの最中に「スターファイヤー」と叫ぶことがあるが、このアニメの決め台詞である。
安全確保と本作のイメージを守るため、サバンとの間で以下の終身契約が決められている。この契約は後にウォルト・ディズニー・カンパニーに引き継がれている。
- 年齢設定 24歳
- 太っても痩せてもいけない
- 髪の毛の色は黒色
- 前髪の長さは規定の長さに従う
- 話し声はミステリアスでなくてはならない
- 化粧は指定された物を使用する
- 電車に乗ってはいけない
- コンビニやスーパーへ行ってはいけない
- 買い物は全て通信販売で買わなければいけない
- 東西南北に一人ずつボディーガードをつけなければならない
- 日本人と結婚してはならない（アニメの中でアメリカ人と恋に落ちる設定のため）
- 同じステージに「引田天功」と「PRINCESS TENKO」が現れてはいけない
- 本人曰く、全身100か所の取り決めがあるとの事。